# Michael Hugo

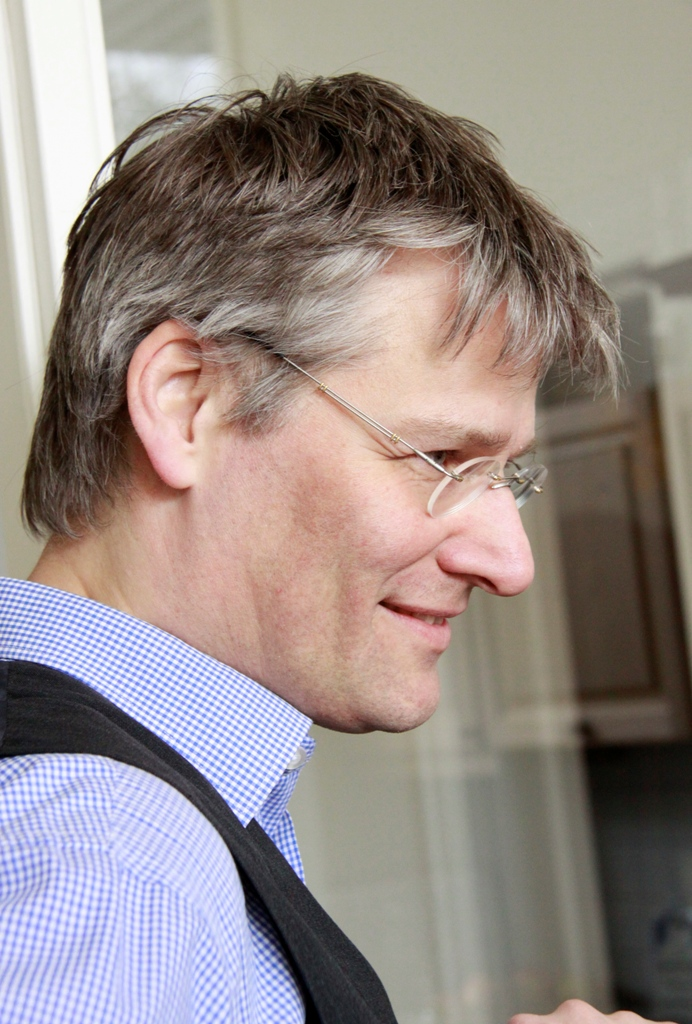
Michael Hugo

Michael Hugo (* 1962 in Karl-Marx-Stadt) ist ein deutscher Menschenrechtler, ehemaliger Ausländerbeauftragter und seit seiner Jugend im politisch-sozialen Bereich tätig.

## Leben
Unter anderem arbeitete er fast zehn Jahre als Küster, Koch und Hilfspfleger in Weimar und studierte Theologie im Fernkurs am Theologisch-Philosophischen Studium Erfurt. Er gehörte zur unabhängigen Friedensbewegung, war Kriegsdiensttotalverweigerer und wurde vom Ministerium für Staatssicherheit (MfS) u. a. im Operativen Vorgang (OV) „Kreuz“ bearbeitet.
Schon zu Zeiten des SED-Regimes war er in der kirchlichen Ausländerarbeit tätig und engagierte sich während der friedlichen Revolution 1989 beim Neuen Forum Weimar. 1990 wurde er vom Weimarer Kommunalparlament als Ausländerbeauftragter sowie 1992 von den Thüringer Ausländerbeauftragten zu ihrem Landessprecher gewählt. Hugo engagierte sich insbesondere für die Gleichbehandlung der Ost- mit den West-Gastarbeitern, für einen innergesellschaftlichen Dialog zwischen Einheimischen und Zugewanderten und für interreligiöse Gespräche zwischen Angehörigen unterschiedlicher Religionen und Konfessionen. 1993/94 war er der Initiator und Konzeptentwickler für den Menschenrechtspreis der Stadt Weimar. Als 1994 Volkhardt Germer die Oberbürgermeisterwahl gewann, trat er von seinem Amt zurück.
Von 1994 bis 1997 entwickelte er im Büro der Ausländerbeauftragten des Landes Brandenburg unter anderem Anti-Diskriminierungskonzepte, z. B. für die brandenburgische Polizei. 1994 war er Stipendiat des German Marshall Fund of the United States und bereiste die USA. Von 1998 bis 2007 leitete Michael Hugo Projekte zur beruflichen Integration von Zugewanderten und war ehrenamtlicher Geschäftsführer beim Rostocker Verein Diên Hông. Zwischen 2002 und 2023 leitete er den Integrationsfachdienst Migration in der Region Mittleres Mecklenburg und Nordvorpommern, seit 2008 in Trägerschaft von migra e.V. (Rostock), dessen Gründungsmitglied er ist. Bis Ende 2023 lenkte er die Geschicke des Vereins migra als ehrenamtlicher Geschäftsführer.
2007 wurde Hugo von Sozialminister Erwin Sellering als Mitglied in den Integrationsbeirat des Landes Mecklenburg-Vorpommern zur Förderung der Integration von Migranten berufen. Michael Hugo war Beisitzer Mitglied des Vorstandes des Interkulturellen Rates in Deutschland, Gründungsmitglied der Rostocker Bürgerinitiative Bunt statt braun e.V., Mitglied in den Fördervereinen von Pro Asyl, Kloster Alexanderdorf, Kirchensemble Biestow, und der Gesellschaft für bedrohte Völker sowie Mitglied der Paul-Schneider-Gesellschaft Weimar e.V. Er ist Mitglied im Interreligiösen Gesprächskreis Rostock, der unter dem Dach der Evangelischen Akademie der Nordkirche Muslime, Juden und Christen vereint. Von 2008 bis 2013 studierte Hugo berufsbegleitend Sozialpädagogik an der Hochschule Neubrandenburg und schloss mit einem Diplom ab. Von 2007 bis 2013 war er Stipendiat der Hans-Böckler-Stiftung.

### Auszeichnungen
- 2000 wurde Hugo mit der Verdienstorden der Bundesrepublik Deutschland (Verdienstmedaille)[7] durch Bundespräsident Johannes Rau ausgezeichnet.
- 2003 erhielt er mit dem Verein Diên Hông durch Johannes Rau den Integrationspreis des Bundespräsidenten.
- Den Gustav-Heinemann-Bürgerpreis erhielt Hugo[7] durch SPD-Bundesvorsitzenden Gerhard Schröder für seinen „unermüdlichen Einsatz … für die Unterstützung und die Integration von ausländischen Mitbürgerinnen und Mitbürgern“ und seine öffentlichen Stellungnahmen „gegen den Rechtsextremismus“.

## Pressespiegel (Auswahl)
- Michael Hugo: Ausländer: Zweierlei Maß. In: Der Spiegel. Nr. 43, 1992 (online – 19. Oktober 1992).
- Annette Rogalla: Wer nicht rechts ist, ist links. In: Die Zeit. 50/1992, 4. Dezember 1992, archiviert vom Original am 7. März 2016.
- Gerold Hildebrand: Vietnamesen im Kalten Osten: Eine Dokumentation der LStU Sachsen-Anhalt. In: Horch und Guck. Ausgabe 36/2001, S. 73–74, archiviert vom Original am 4. Dezember 2015.
- Lothar Probst: Chancenstrukturen für bürgerschaftliches Engagement in Ostdeutschland. (pdf; 589 kB) In: Beiträge zu Fragen von Zivilgesellschaft und Rechtsextremismus. Hrsg. von Gudrun Heinrich. Universität Rostock, Institut für Politik- und Verwaltungswissenschaften, 2005, S. 11–21, archiviert vom Original am 28. März 2016.
- Vera Lengsfeld: Protest gegen DDR-Verharmlosung Prominente kritisieren Stiftung zur Aufarbeitung der SED-Diktatur. In: are-org.de. 4. Juli 2007.
- Members of the East German Opposition and Civil Rights Movement of 1989: We Stand by You. In: google.com. 5. Oktober 2007 (englisch).
- Axel Meyer: Schuhe aus Rostock: Ukrainer fertigt in Rostock Schuhe. (pdf; 70 kB) In: Ostsee-Zeitung. 16. September 2008 (wiedergegeben auf migra-mv.de).
- Axel Meyer: IHK: Die Wirtschaft ist auf Zuwanderer angewiesen. (pdf; 60 kB) In: Ostsee-Zeitung. 9. Juli 2010 (wiedergegeben auf migra-mv.de).
- Michael Hugo, Mecklenburg-Vorpommern (Rostock). In: Zeitzeugenportal 89/90. Archiviert vom Original am 4. März 2016.
- Fachdienst bilanziert: Erfolgreiche Integration von Migranten. In: Focus.de. 19. Dezember 2013.
- Die Sprache ist der Schlüssel. (pdf; 866 kB) In: Blitz am Sonntag. 19. Januar 2014 (wiedergegeben auf migra-mv.de).
- Altstipendiat: Der Furchtlose. In: Magazin Mitbestimmung. Hrsg. von der Hans-Böckler-Stiftung, November 2014.

## Publikationen
- „Bunt statt Braun“: Strategien gegen „Rechts“ am Beispiel der Hansestadt Rostock. In: Rechtsextremismus und Fremdenfeindlichkeit im vereinten Deutschland. Hrsg. von der Friedrich-Ebert-Stiftung, März 2000.
- Netzwerkarbeit im Bereich des migrantischen Bildungs- und Arbeitsmarktes in der Rostocker Region. Diplomarbeit. Akademiker-Verlag, Saarbrücken, November 2014, ISBN 978-3-639-67929-8.